# Lithocarpus farinulentus
Lithocarpus farinulentus är en bokväxtart som först beskrevs av Henry Fletcher Hance, och fick sitt nu gällande namn av Aimée Antoinette Camus. Lithocarpus farinulentus ingår i släktet Lithocarpus och familjen bokväxter. Inga underarter finns listade.